# Dalmijaure
Dalmijaure är en sjö i Sorsele kommun i Lappland och ingår i Umeälvens huvudavrinningsområde.